# Robin Reed
Robin Lawrence Reed (20. října 1899, Pettigrew – 20. prosince 1978, Salem) byl americký zápasník, wrestler a trenér.
V roce 1924 vybojoval na olympijských hrách v Paříži zlatou medaili ve volném stylu v pérové váze. V letech 1921, 1922 a 1924 vybojoval titul šampiona AAU.